# غاقة إمبراطورية
الغاقة الإمبراطورية (الاسم العلمي: Phalacrocorax atriceps) هو نوع من جنس غاق أزرق العينين.